# Lateranska šizma
Lateranska šizma je šizma nazvana po Lateranskoj crkvi u kojoj je Simah proglašen za papu 498. godine. Šizma nastaje nakon što je, u isto vrijeme, u bazilici Santa Maria Maggiore u Rimu, Laurencije proglašen papom od strane njegovih pristaša.
Laurencije je svojim ustoličenjima ustvari postao katolički protupapa u periodima 498. do 499., te od 501. do 506. godine.

## Pozadina
Nakon smrti pape Gelazija I. 496. godine, Laurencije je po prvi put istaknut kao kandidat pro-bizantske frakcije u tadašnjem Rimu, ali nije proglašen papom, nego je za papu proglašen Anastazije II. (496. – 498.) Nakon smrti Anastazija II. Simah je proglašen papom te je pokušavao okončati šizmu ponudivši Laurenciju mjesto biskupa Nucerije. 
Međutim, to je bilo uzaludno i ona je okončana tek kada je Teodorik Veliki, kralj Ostrogota i vladar Italije, dao protjerati Laurencija zbog pro-bizantskih simpatija. Laurencije je nakon toga odustao od papinstva "kako bi grad poštedio od nasilja" i postio je sve do smrti.